# قلعة مايدين (دورسيت)
قلعة مايدين هي الحصن في تلة من العصر الحديدي 2.5 كيلومتر (1.6 ميل) جنوب غرب دورتشستر، في المقاطعة الإنجليزية من دورست. المستوطنات المحصنة أعلى التلال في بريطانيا شيدت في جميع أنحاء بريطانيا خلال العصر الحديدي. قد يكون اسم قلعة مايدين البناء الحديث وهذا يعني أن حصون التلال تبدو منيعة، أو أنها يمكن أن تستمد من سلتيك البريطانية  ماي-دين  تعني "التل الكبير."
أقرب دليل أثري على النشاط البشري على الموقع يتكون من سياج كوسيوايد من عصر حجري حديث وربوة جسر . في حوالي 1800 قبل الميلاد، خلال العصر البرونزي،
وقد استخدم الموقع لزراعة المحاصيل قبل التخلي عنها. بنيت قلعة مايدين نفسها في حوالي 600 قبل الميلاد، وكان موقع المرحلة الأولى بسيطا وغير ملحوظ، على غرار العديد من تلال الحصون الأخرى في بريطانيا وكانت تغطى6.4 هكتار (16 أكر). حوالى 450 قبل الميلاد.
أنها خضعت لتوسع كبير، حيث خلالها كانت المنطقة المغلقة تضاعف ثلاث مرات تقريبا في حجم 19 ها (47 أكر),مما يجعلها أكبر قلعة تلة أو حصن تلة في بريطانيا وبعض التعاريف تعدها الأكبر في أوروبا. في الوقت نفسه، فإن الدفاعات في قلعة مايدين كانت أكثر تعقيدا مع إضافة مزيد من أسوار دفاعية والخنادق. نحو 100 سكن قبل الميلاد في تل تغدو القلعة إلى انخفاض وأصبحت تركز في الطرف الشرقي من الموقع. وقد احتلتها حتى العصر الروماني على الأقل، وهو الوقت الذي كان في إقليم Durotriges، وهو من قبيلة سلت .
بعد الفتح الروماني لبريطانيا في القرن الأول الميلادى، بدا أن قلعة مايدين قد تم التخلي عنها، على الرغم من أن الرومان قد كان لهم وجود عسكري على الموقع. في أواخر القرن الرابع الميلادى، تم تشييد المعبد والمباني الملحقة. في القرن السادس الميلادى، وتم التخلي عن قمة التلة تماما، وكانت تستخدم فقط للزراعة خلال فترة العصور الوسطى.
قدمت قلعة مايدين الإلهام للملحن جون أيرلندا والكتاب توماس هاردي وجون كوبر بووس. كانت شعبية دراسة تلال الحصون في القرن ال19 قبل عالم الأثار أوغسطس بيت ريفرز. في 1930، عالم الآثار مورتيمر ويلر قام الأول الحفريات الأثرية في قلعة مايدين، ورفع مكانتها بين الجمهور. أجريت مزيد من الحفريات تحت نيال شاربلز، التي تضاف إلى فهم الموقع وإصلاح الأضرار الناجمة جزئيا عن عدد كبير من الزوار. اليوم الموقع محمي باعتباره نصب قديمة مجدولة والتي بحتفظ به ك تراث إنجليزي.

## قبل الحصن

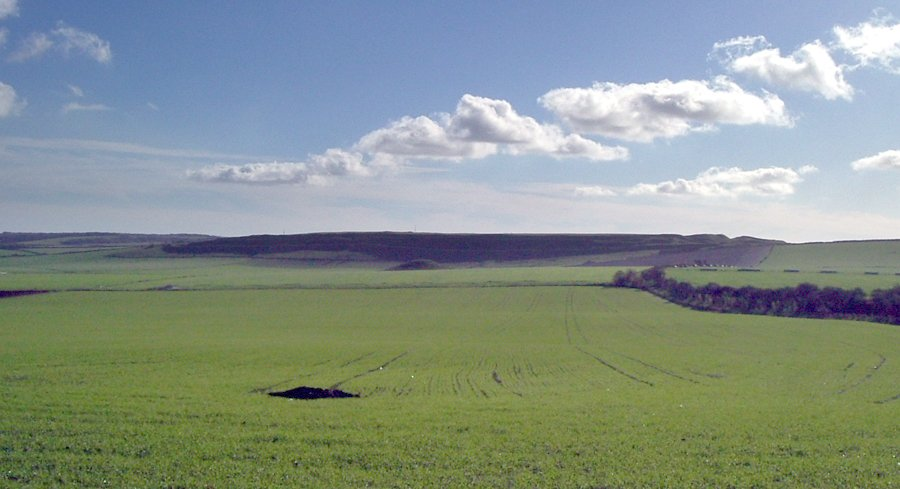
قلعة مايدين من الشمال

قبل بناء حصن التلة، و سياج كوسيوايد عصر حجري حديث شيدت على الموقع. يعود تاريخها إلى حوالي 4000 قبل الميلاد، وكانت منطقة بيضاوية محاطة بإثنين من الخنادق, ومن دعا إلى سياج كوسيوايد بسبب الطريقة التي تم بها حفر الخنادق يعني أن هناك سيكون أصلا فجوات. هذه الثغرات، وضفة النهر ارتفاعها فقط 17 سنتيمتر (6.7 بوصة) ، تشير إلى أن الموقع لم يكن دفاعيا. بدلا من ذلك الخنادق قد تكون رمزية، وفصل المناطق الداخلية من التكوين وأنشطتها من الخارج. وقد حدد عالم الآثار نيال شاربلز، الذي شارك في حفر حصن التلة في 1980، شكل حصن التلة من المناظر الطبيعية المحيطة بها كعامل محتمل لكنه وكيفية أن ذلك التكوين. يقع على جانب التل، وكان يمكن أن يكون مرئيا من على بعد عدة أميال، وعندما تم حفر الخنادق أولا كشفت الطباشير الأبيض الأساسي الدى بدا ظاهرا متميزا عن التلال الخضراء. الشكل الداخلى للتكوين قد طمس بسبب السكن اللاحق والزراعة. لا يظهر الموقع أن كانت مأهولة بالسكان، على الرغم من أن المقبرة التي تم اكتشافها تضم رفات اثنين من الأطفال، الذين تتراوح أعمارهم بين 6-7،. والتكوين هو أقرب دليل على النشاط البشري على الموقع.

## قراءات إضافية
- Sharples، Nial (1991)، Maiden Castle: Excavations and field survey 1985-6، English Heritage، ISBN:9781848021679، مؤرشف من الأصل في 2019-11-11
- Wheeler، Mortimer (1943)، Maiden Castle, Dorset، John Johnson for the Society of Antiquaries
- "Mai Dun Hill Fort (Maiden Castle), Dorset". The Victorian Web. مؤرشف من الأصل في 2017-12-24. اطلع عليه بتاريخ 2015-05-18.

## الروابط الخارجية
- Maiden Castle site page from English Heritage
- Photos of Maiden Castle and surrounding area at geograph